# Comando Aéreo de Transporte
El Comando Aéreo de Transporte (CAT) fue un comando específico de la Fuerza Aérea Argentina creado para el puente aéreo a las islas Malvinas durante la guerra del Atlántico Sur.

## Reseña
Constituido el 6 de abril de 1982 en la I Brigada Aérea de El Palomar, y provisto con la aviación de transporte de la Fuerza Aérea y aeronaves civiles. Fue su comandante el brigadier Enrique Ramón Valenzuela, jefe de la I Brigada Aérea.
El puente aéreo a las islas Malvinas, coordinado con la Fuerza Aérea Sur en Comodoro Rivadavia, incluyó el transporte de tropas y abastecimiento del Ejército a Puerto Argentino.
El CAT estaba provisto con cinco aeronaves Boeing 707 (tres de la Fuerza Aérea y dos de Aerolíneas Argentinas), aeronaves C-130H, F-27, F-28 y G-II. Además, requirió un BAC 1-11 de Austral Líneas Aéreas y dos Boeing 737 de Aerolíneas Argentinas, que contribuyeron al puente aéreo entre el 11 y 29 de abril de 1982.